# Тимфея

Античні племена Епіру

Тимфея або Тимфая (грец. Τυμφαία) — давньогрецький регіон в Епірі. У IV столітті до н. е. регіон був завойований македонянами та перетворений на провінцію Верхня Македонія.